# Biomedicinskt centrum (Lund)

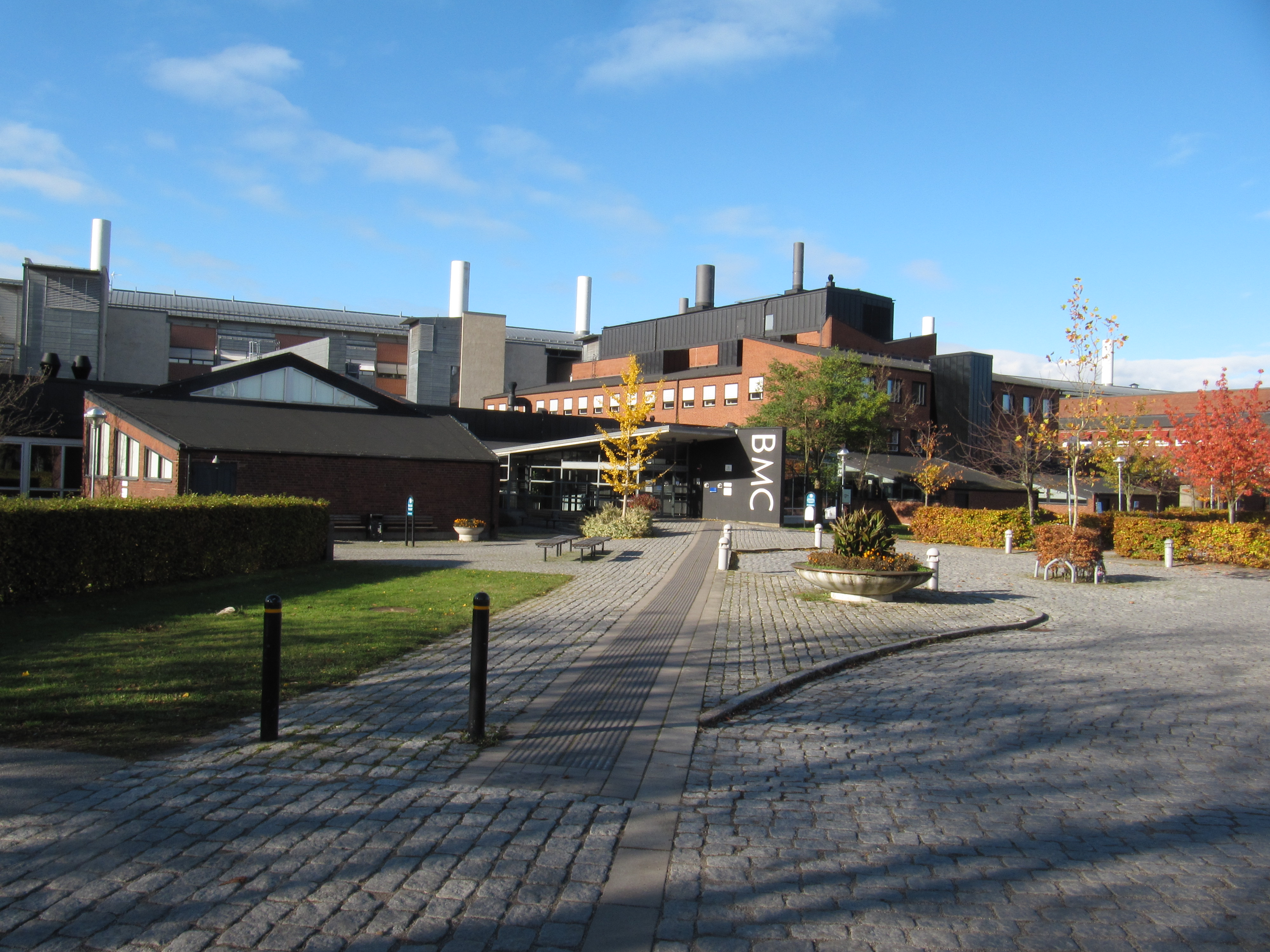
Huvudentrén till BMC.

Biomedicinskt centrum (förkortat BMC) är ett forskningscentrum i Lund, och är en del av medicinska fakulteten vid Lunds universitet. Här finns bland annat biomedicinutbildning, preklinisk undervisning för läkarstudenter, och är den plats där den största delen av Lunds universitets medicinska forskning bedrivs. BMC ligger i direkt anslutning till SUS (Skånes  universitetssjukhus). I BMC huserar också ett studentbibliotek, och patologen till SUS.
Enligt planer ska BMC byggas samman med Forum Medicum, som hade byggstart 2020.